# Elymnias subcongruens
Elymnias subcongruens är en fjärilsart som beskrevs av Semper 1886. Elymnias subcongruens ingår i släktet Elymnias och familjen praktfjärilar. Inga underarter finns listade i Catalogue of Life.